# Pic Nakano
Pour les articles homonymes, voir Nakano (homonymie).
Ne doit pas être confondu avec Mont Nakano.
Le pic Nakano (中ノ峰, Nakano-mine) est une montagne culminant à 1 341 m d'altitude dans les monts Hidaka en Hokkaidō au Japon.